# Bolesław Nieczuja-Ostrowski
Bolesław Michał Nieczuja-Ostrowski ps. Tysiąc, Bolko, Grzmot, Michałowicz, Burza (ur. 29 września 1907 w Haliczu, zm. 13 lipca 2008 w Elblągu) – polski dowódca wojskowy, generał brygady Wojska Polskiego. Weteran walk o wolność i niepodległość Polski.

## Życiorys
Bolesław Nieczuja-Ostrowski urodził się 29 września 1907 w Haliczu, w województwie stanisławowskim, w rodzinie Michała i Anieli z d. Frank. Naukę w zakresie szkoły średniej pobierał w Gimnazjum Koedukacyjnym Towarzystwa Prywatnego Gimnazjum w Przeworsku. Egzamin dojrzałości zdał w 1927. Działał w harcerstwie, zostając przybocznym Komendanta Hufca ZHP w Przeworsku, którą to funkcję pełnił wówczas inż. Wilhelm Chwałek. W 1931 ukończył Szkołę Podchorążych Piechoty w Komorowie koło Ostrowi Mazowieckiej. Służbę rozpoczął w 5 pułku Strzelców Podhalańskich w Przemyślu. Następnie został wykładowcą w szkole podchorążych rezerwy w Zambrowie i Ośrodku Wyszkolenia Rezerw Piechoty w Różanie.
Wziął udział w wojnie obronnej z 1939; zgodnie z planem mobilizacji objął dowództwo kompanii w 115 pułku piechoty (rezerwowym). Za zasługi we wrześniu 1939 odznaczony został Krzyżem Walecznych.
Dostał się do niewoli niemieckiej, z której uciekł, po czym zaangażował się w działalność Związku Walki Zbrojnej we Lwowie, a następnie na terenie Podkarpacia i ziemi krakowskiej. Został szefem uzbrojenia w Komendzie Okręgu Krakowskiego ZWZ. Zorganizował tam konspiracyjną produkcję broni, która otrzymała kryptonim „Ubezpieczalnia”. W 1943 został awansowany do stopnia majora oraz odznaczony Złotym Krzyżem Zasługi z Mieczami. W 1944 został mianowany dowódcą 106 Dywizji Piechoty Armii Krajowej kryp. „Dom”, walczył na terenie Małopolski. Za zasługi awansowano go do stopnia podpułkownika ze starszeństwem z dniem 11 listopada 1944 r. oraz odznaczono Krzyżem Srebrnym Orderu Wojennego Virtuti Militari.
Po rozwiązaniu dywizji wyjechał wraz z grupą byłych żołnierzy do Elbląga. Osiedlili się w Pogrodziu k. Elbląga, gdzie zorganizowano Spółdzielnię Gospodarczo-Społeczną. Zrzeszała ona byłych żołnierzy AK i ich rodziny. W 1949 został aresztowany. Dwukrotnie został skazany na karę śmierci. W więzieniu spędził 7 lat. Przez kolejne lata prześladowany był za działalność w Armii Krajowej.
W 1991 został wyróżniony awansem na stopień generała brygady, a rok później otrzymał honorowe obywatelstwo Elbląga. 29 września 2007 generał Bolesław Nieczuja-Ostrowski obchodził swoje 100. urodziny. Na uroczystościach urodzinowych byli m.in.: bp Jan Styrna, wiceprezydent miasta Witold Wróblewski, Leonard Krasulski, Jerzy Wcisła, Sławomir Sadowski. Generał otrzymał list z życzeniami od ówczesnego Prezesa Rady Ministrów Jarosława Kaczyńskiego.
Zmarł 13 lipca 2008 w Elblągu w wieku 100 lat. Pogrzeb generała odbył się 18 lipca 2008 i rozpoczął się mszą świętą żałobną w katedrze św. Mikołaja w Elblągu, którą celebrował biskup pomocniczy elbląski Józef Wysocki i biskup polowy Wojska Polskiego gen. dyw. Tadeusz Płoski. Po uroczystej mszy ciało generała zostało pochowane na Cmentarzu Komunalnym Agrykola.

## Życie prywatne
Był żonaty z Bronisławą Marią z d. Paklikowską (1909–1988), urodzoną we Lwowie. Mieli troje dzieci, Wandę (ur. 1935), Michała (1943−1965) i Tadeusza (1946−2010).

## Nagrody i wyróżnienia
- W 1999 został odznaczony Medalem Polonia Mater Nostra Est.
- W 2006 odznaczony przez prezydenta Lecha Kaczyńskiego Krzyż Komandorski z Gwiazdą Orderu Odrodzenia Polski
- Odznaczony za zasługi na rzecz Kościoła katolickiego został uhonorowany odznaczeniem papieskim „Pro Ecclesia et Pontifice”.
- Honorowy obywatel Wolbromia, Elbląga[4], Miechowa i Krakowa[5].
- Rada Miejska w Elblągu ustanowiła rok 2017 Rokiem generała Bolesława Nieczuja-Ostrowskiego oraz jego imieniem nazwała jeden z elbląskich skwerów odsłaniając tablicę[6][7][8].
- W 2024 jego grób został oznaczony tabliczką „Weteran walk o wolność i niepodległość Polski”[9].

## Publikacje
- Rzeczpospolita partyzancka; Instytut Wydawniczy PAX, Warszawa 1991
- Drogi Miłości Bożej, Kraków 1993
- Inspektorat AK „Maria” w walce, tom 1.; Instytut Wydawniczy PAX, Wydawnictwo Bellona, Warszawa 1995
- Inspektorat AK „Maria” w walce, tom 2., cz. 1., Elbląg 2001
- Inspektorat AK „Maria” w walce, tom 2., cz. 2., Elbląg 2007